# Am Markt 3 (Warburg)

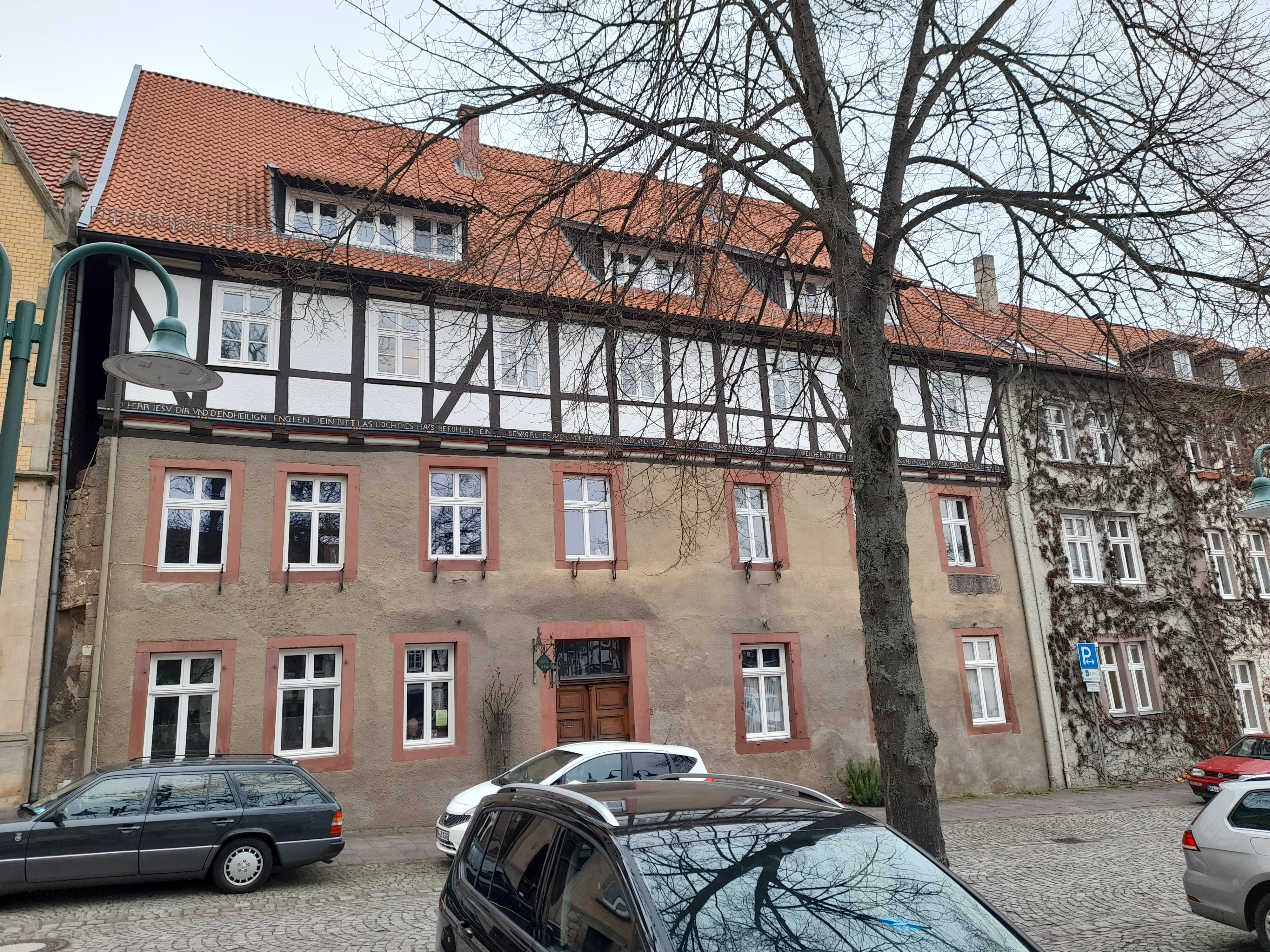
Warburg, Am Markt 3, Ansicht von Westen mit Steinwerk rechts

Am Markt 3 (Warburg) bezeichnet ein dreigeschossiges Gebäude in Warburg, Westfalen. Es ist in der Liste der Baudenkmäler in Warburg eingetragen und steht somit unter Denkmalschutz.

## Gebäude

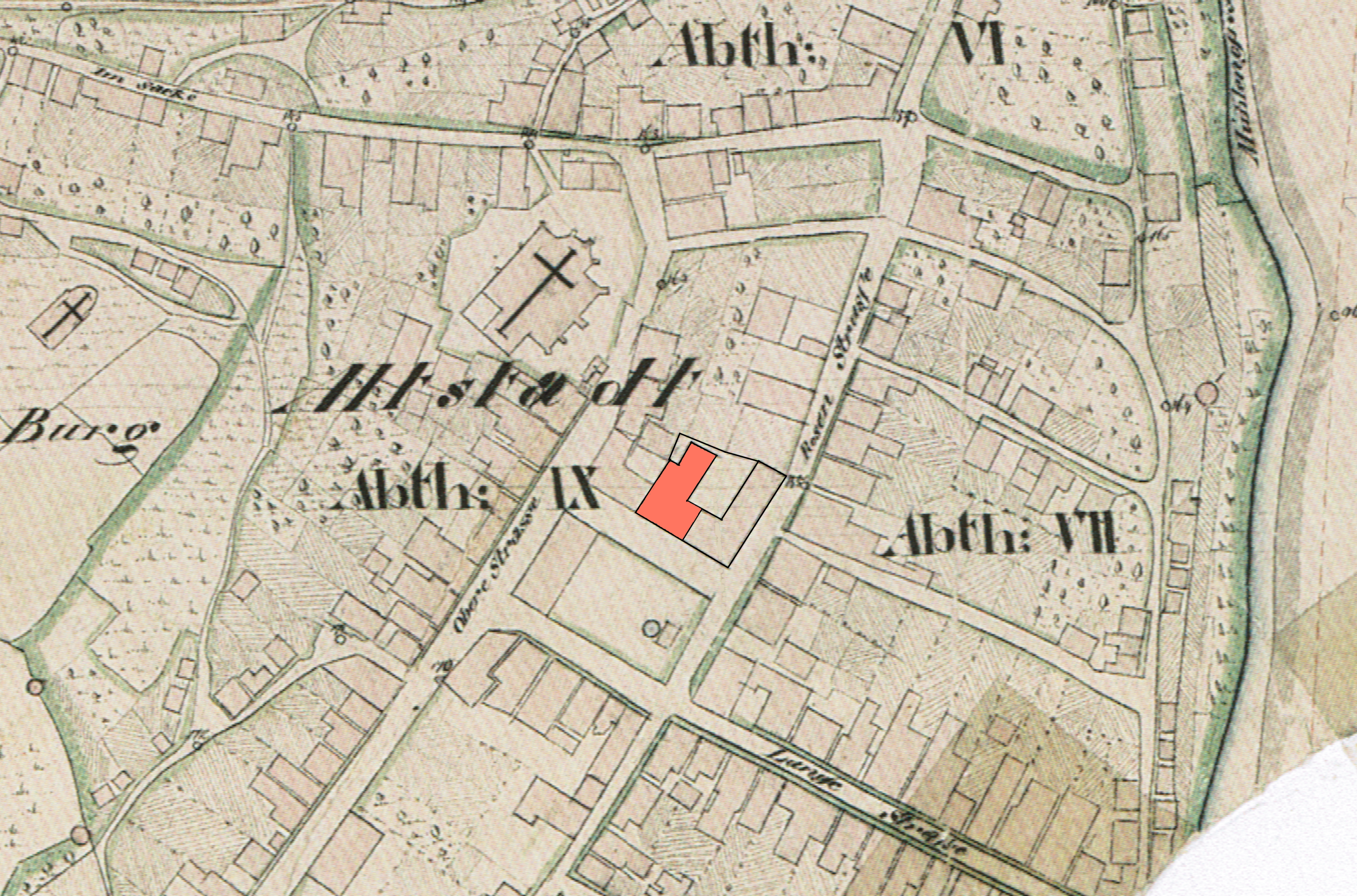
Warburg, Urriss 1831–34. Das Grundstück Am Markt 3–5 war damals noch ungeteilt und reichte bis zur heutigen Bernardistraße

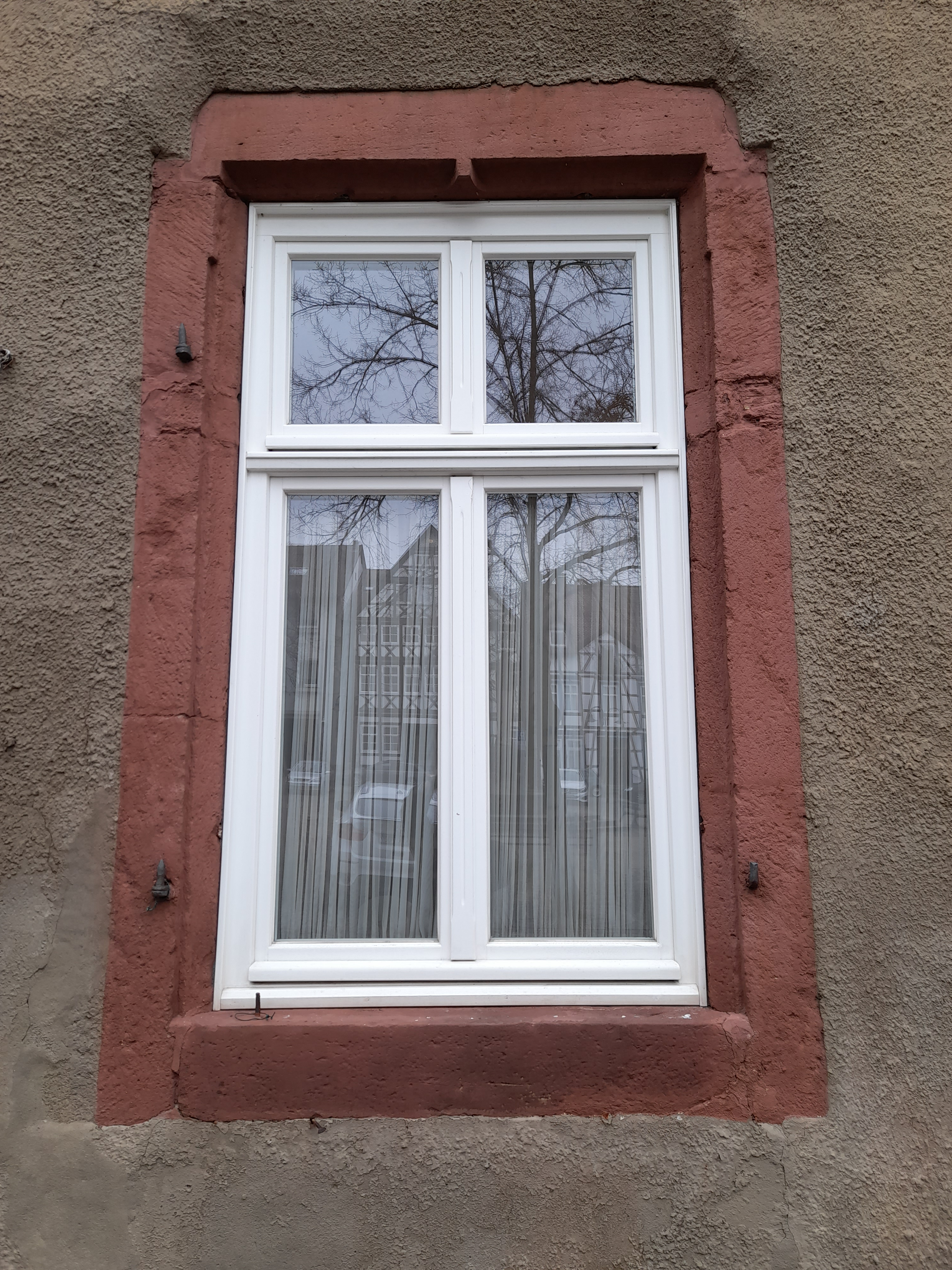
Spolien gotischer Fensterkreuze

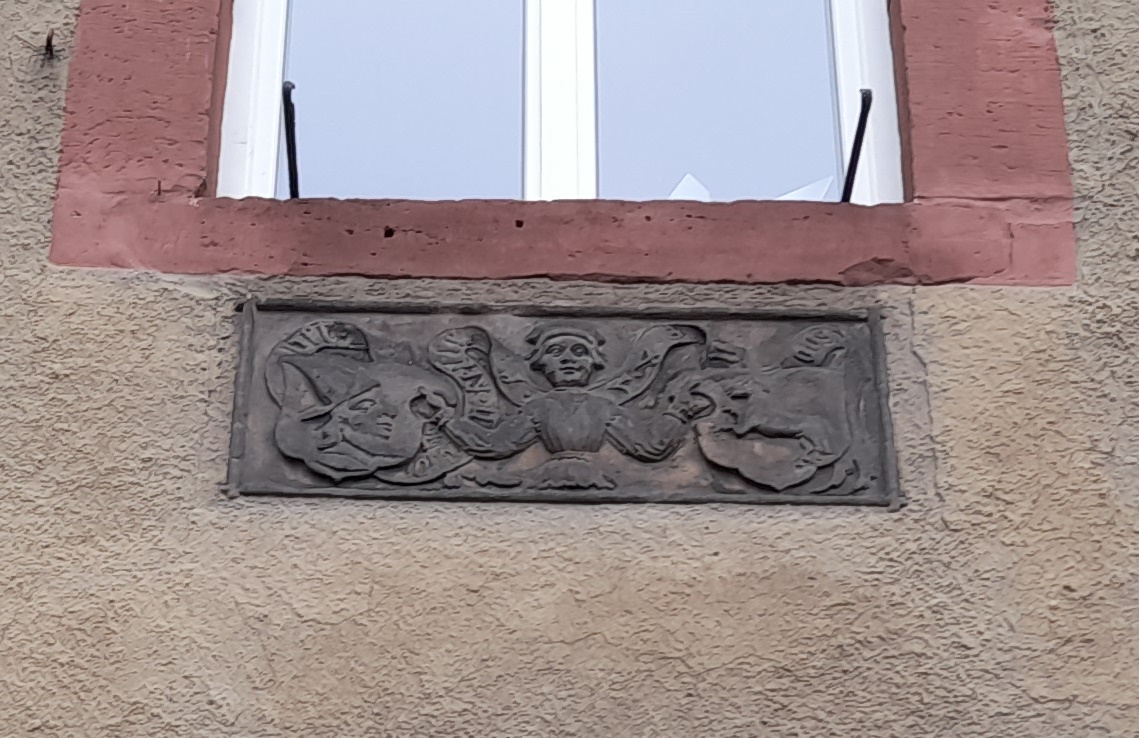
Wappentafel von 1546

Das langgestreckte Gebäude hat zum Markt hin im Erd- und Obergeschoss eine massive, verputzte Fassade. Diese weist insgesamt 7 Fensterachsen auf, wobei es leichte Unregelmäßigkeiten gibt. Die Haustür befindet sich in der vierten Achse. Die Fenster in den steinernen Geschossen sind mit Gewänden aus rotem Wesersandstein gerahmt. Die beiden rechten zeigen Reste von gotischen Kehlprofilen und steinernen Fensterkreuzen. Die anderen Fenster sind schlichter und stammen offenbar von einem Umbau um 1700. In den Brüstungszonen der beiden südlichen Obergeschossfenster rechts sind zwei Relieftafeln der Renaissancezeit aus Sandstein vermauert. Die nördliche Tafel zeigt einen Mann, der zwei Wappen hält. Das linke Wappen mit der Darstellung eines Männerkopfes mit Hut, das rechte Wappen mit Darstellung eines Schafsbocks. Möglicherweise handelt es sich um die Hauswappen der beiden Eheleute, denen das Haus gehörte.
Ein geschwungenes Schriftband trägt den Text:

„Her.Johan.Russe.1.5.4.6. AUS“

Es bezeichnet somit den Hausherrn Johan(n) Russe. Dazu passt auch der eigenartige Hut, der auf die Tracht russischer Kaufleute verweist.
Das südliche Relief zeigt üppige Akanthusranken und zwei Blattmasken.
Das darüber gelegene Fachwerkgeschoss ragt leicht vor und zeigt die typischen Elemente des Fachwerkbaus der Zeit. Es umfasst 16 einfach verriegelte, etwa gleich breite Gefache, von denen die beiden äußeren und zwei im mittleren Bereich schräge hohe Fußstreben ausweisen. Die Inschrift auf den Schwellbalken lautet:

„O HERR IESV DIR VND DEND HEILIGEN ENGELEN DEIN - BITT LAS DOCH DIS HAVS BEFOHLEN SEIN - BEWARE ES AVCH VOR FEVR VND BRAND - VUND SEGNE ALLES WAS DARINNE MIT DEINER HAND - WELCHER BITTE MICH DAN HIMIT O GOTT GEWEHR - VND ENLICH DARAVF EIN SELIGES ENDE BESCHER AMEN“

An der nördlichen Hofseite gab es ein Hinterhaus, das noch im Urkataster zu erkennen ist. Er wurde später in den Obergeschossen zurückgebaut. Sein langgezogener tonnengewölbter Keller besteht noch und reicht bis zur Straße.
Das steile, traufständige Satteldach weist drei Schleppgauben mit je 2–3 Fenstern auf, die aus der Nachkriegszeit stammen.

## Geschichte

### Familie Russe
Die im Text auf dem Flatterband im obengenannten Renaissancerelief genannte Johan[n] Russe gehörte offenbar zu einer im Mittelalter bedeutenden Kaufmannsfamilie.
Ihr Name, auch als Rusce oder Reusse, latinisiert Ruthenus, wird seit dem 13. Jahrhundert mehrfach in Schriftquellen erwähnt.  Er weist auf eine Tätigkeit u. a. als Fernkaufleute in Russland hin.
So wurde der 1276 bis 1292 im Vogtland erwähnte Heinrich Ruthenus, Sohn eines Vogts von Plauen, auch Henrico de Plawe dicto Ruze genannt. Diesen Namen hatte Heinrich offenbar wegen eines längeren Aufenthaltes im damaligen Ruthenien und wegen seiner Ehe mit Maria Swihowska, einer Enkelin von Daniel von Galizien aus der fürstlichen Dynastie der Rurikiden, erhalten. Über seine Vorfahren, die Grafen von Everstein, gab es eine Beziehung nach Warburg.
1286 wurde in Warburg ein Konrad Ruthenus in einer Zeugenliste der Warburger Neustadt aufgeführt. 1291 erfolgte eine weitere Erwähnung als Konrad Rusce.
1434 war ein Heinrich Reussen Ratsherr und später Bürgermeister der Altstadt. Er war möglicherweise Bauherr und Eigentümer des Hauses Am Markt 3. Für diese Datierung spricht die Gestaltung der beiden erhaltenen spätgotischen Fenstergewände, die dem 14. Jahrhundert zuzuordnen sind. In erster Ehe war er mit Gertrud von Räuber und in zweiter Ehe mit Mette Weddigen verheiratet. Gleichzeitig gab es einen Hermann Reussen als Ratsherr der Neustadt.
1435 wurde in der Neustadt ein Kaufmann namens Olrich Reussen genannt. Er war verheiratet mit Gertrud von Listingen, Tochter des Hermann von Listingen und dessen Frau von Judden. Olrichs Schwester Oda Reussen war verheiratet mit Hartwig von Schwedexen. Olrich Reussens Tochter Mechthild Reussen war verheiratet mit Berthold von Geismar, der 1433 und 1436 Bürgermeister war.
1436 findet sich der Name Rothger Reussen unter den Unterzeichnern des Groten Breffs, in dem sich die Warburger Städte Altstadt und Neustadt zur Stadt Warburg fusionierten.
1465–1488 wurde Thomas Reussen als Ratsherr und Bürgermeister erwähnt. Er war Sohn des Bürgermeisters Heinrich IV. von Reussen und dessen 2. Frau Dorothea von Räuber.
1546 gehörte das Haus Am Markt 3 Her[mann] Johan[nes] Russe, der das beschriebene Sandsteinrelief an der Hausfassade anbringen ließ.
1700 erfolgte eine Vereinheitlichung der Fassade im Sinne des Barock und eine Aufstockung durch ein Fachwerkgeschoss und ein neues Dach mit liegendem Stuhl. Die Eigentumsverhältnisse zu der Zeit sind unsicher.

### Familien Dr. Lehmen und Leistenschneider
1831/1834 zeigt der Urkatasterplan von Warburg, dass die beiden heutigen Grundstücke Markt 3 und 5 noch zusammengehörten und nicht durch eine Grenze geteilt waren.
Um 1880 gehörte das Haus einem Dr. Lehmen. Dieser verkaufte es ca. 1886 an den Bäckermeister August Leistenschneider (1836–1910), Sohn des Altstädter Bäckers und Innungsmeisters Johannes Leistenschneider, der mit einer Theresia, geb. Heidenreich (1854–1898), verheiratet war. Die Familie Leistenschneider war bereits seit langer Zeit in der Warburger Altstadt ansässig und besaß neben einer Bäckerei einen landwirtschaftlichen Betrieb und mehrere Grundstücke, darunter das Eckmänneken, ehemals Amtshaus der Bäckergilde, Lange Straße 2. Der Hof hatte am Ende des 19. Jh. Nutzflächen von ca. 38 ha und war ein Mischbetrieb mit Pferde-, Rinder-, Schweine- und Schafhaltung. Hierzu wurde ab 1886 auf dem Eckgrundstück Markt/Bernardistraße ein neues dreigeschossiges Wohnhaus mit einer Gaststätte im Erdgeschoss und darüber zwei geräumigen Wohnetagen errichtet. Links davon wurde ein zwischen Markt 3 und Markt 5 liegendes mittelalterliches Steinwerk, das wiederum über interne Verbindungen zu beiden Nachbarhäusern verfügte, einbezogen.
Nach dem Tod von August wurde der Betrieb zunächst von den beiden Söhnen Alois (1872–1937) und Heinrich (1847–1915), verheiratet mit Änne, geb. Schlüter, gemeinsam betrieben. Spätestens nach Heinrichs Tod im Ersten Weltkrieg 1915 erfolgte eine Aufteilung in zwei Parzellen:
Das Haus Amt Markt 3 und Ländereien auf der Hüffert erbte die Witwe Änne Leistenschneider und deren Kinder.
Das Haus Nr. 5 mit den Ställen und dem Großteil der Ländereien erbte Alois, der 1937 starb. Erbin war seine einzige Tochter Mimi Volmert, die seit 1935 mit dem späteren Politiker und Versicherungskaufmann Anton Volmert verheiratet war.

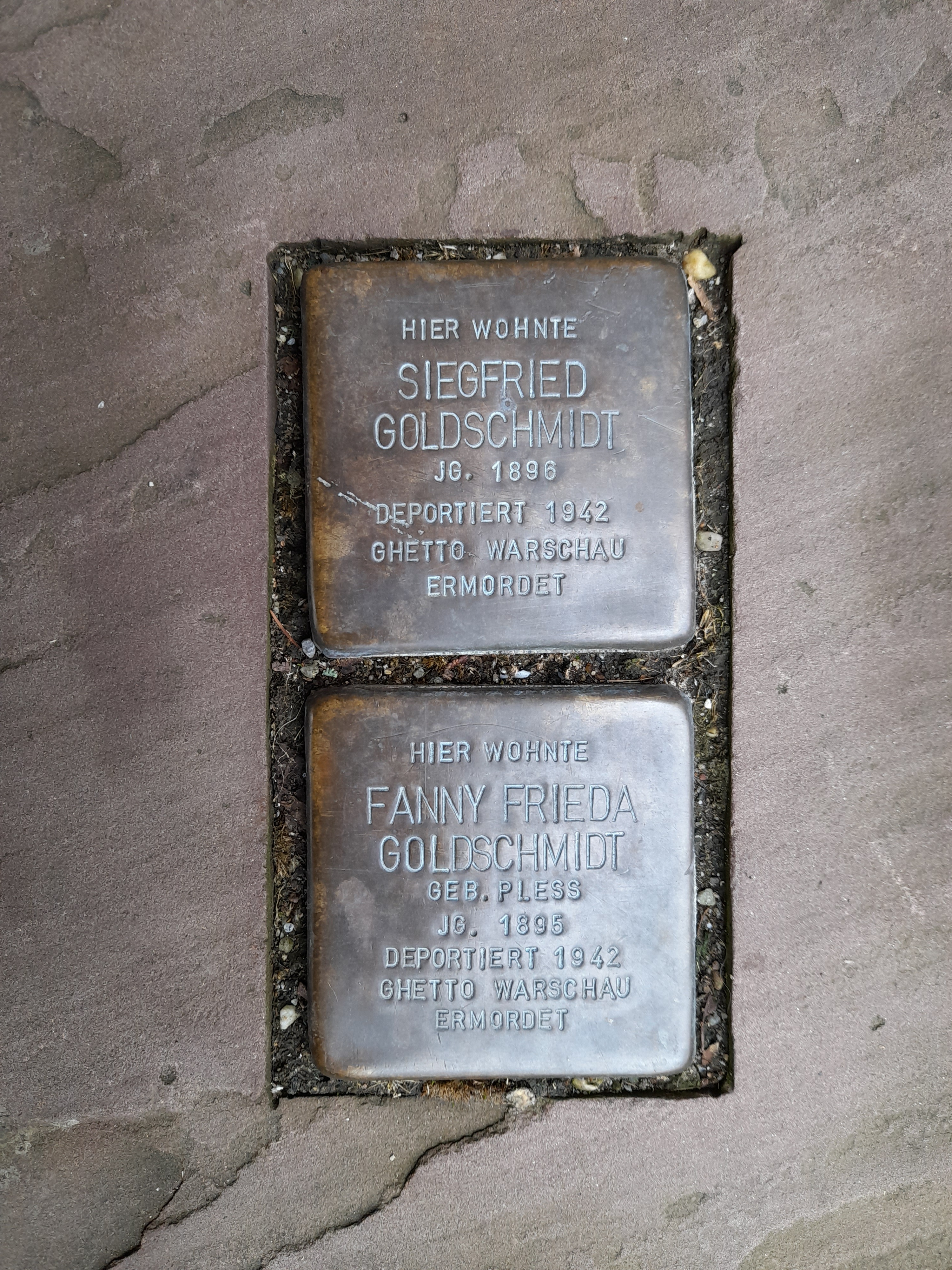
Warburg, Am Markt 3, Stolpersteine

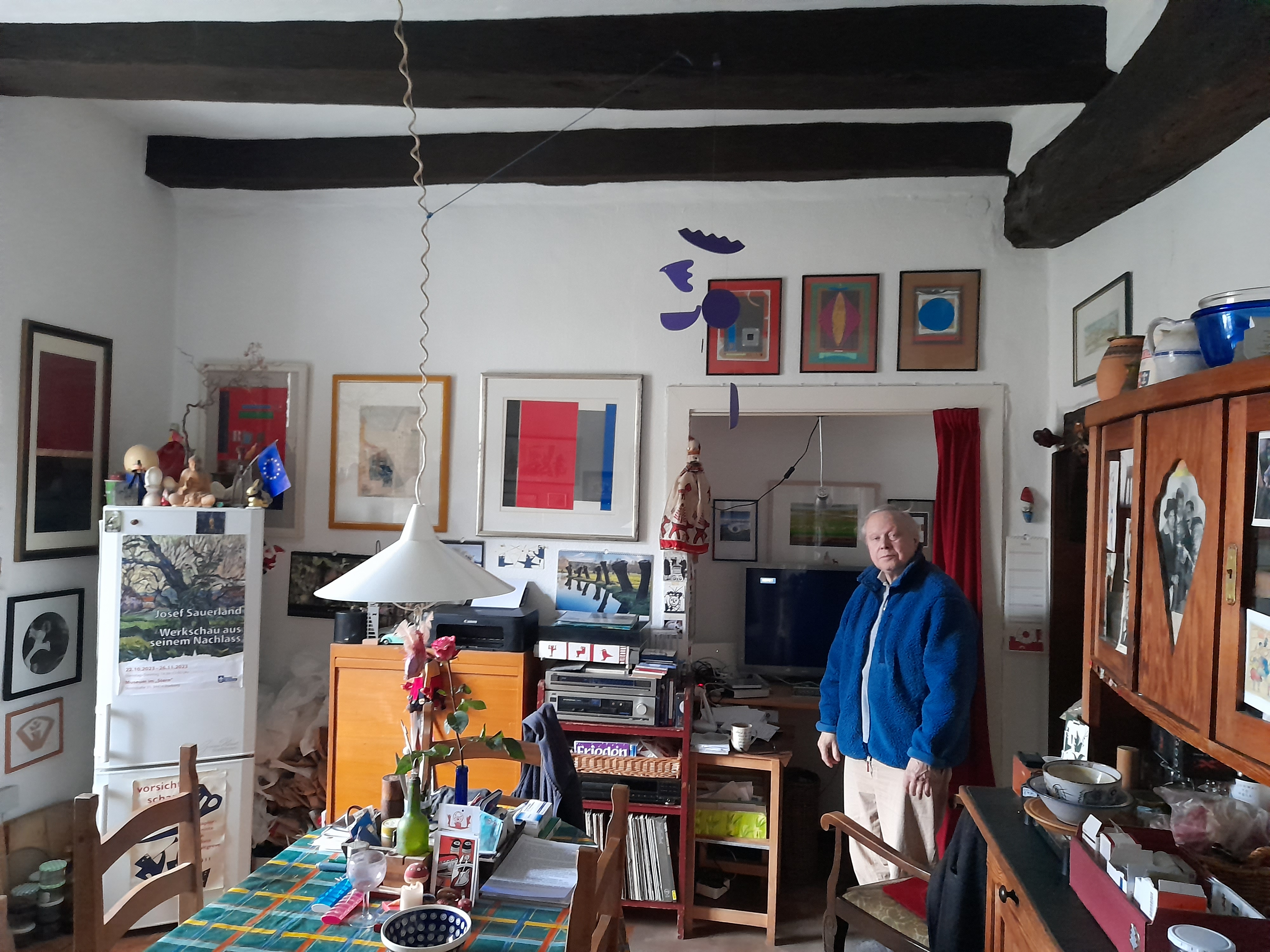
Christian Holtgreve in seiner Wohnung im 1. Obergeschoss mit ehemaligem Durchgang zum Nachbarhaus Am Markt 5

### Familien Holtgreve und Goldschmidt
In den 1930er Jahren erwarb der aus dem Osnabrücker Land nach Warburg zugezogene Buchbinder Heinrich Holtgreve d. Ä., der 1899 in der nahegelegenen Langen Straße Nr. 8 ein Wohngeschäftshaus mit einem Laden für Schreibwaren und einer mit einer Werkstatt für Buchbinderei und Bilderrahmungen erbaut und seine Söhne Konrad (1907–1993) und Heinrich den jüngeren (1913–1997) ebenfalls als Buchbinder ausgebildet hatte, das Haus Am Markt 3 von der Familie Leistenschneider. Er vermietete eine Wohnung an das Ehepaar Siegfried Goldschmidt und Fanny Frieda Goldschmidt, geb. Pless. Sein ältester Sohn Johannes Holtgreve, der das Haus geerbt hatte, fiel im Zweiten Weltkrieg am 7. Februar 1940. Das Haus übernahm sein og. Bruder Heinrich, der nach der Buchbinderlehre an der Folkwang Universität der Künste in Essen Malerei studiert hatte.
1942 wurden die Eheleute Goldschmidt als Juden  nach Warschau deportiert und sind seitdem verschollen. Der einzige Sohn des Ehepaares war Max Goldschmidt, den seine Eltern noch rechtzeitig aus Warburg wegschicken konnten. Er hat als einziger seiner Familie überlebt, war in die USA geflüchtet und hat später noch einige Male Warburg besucht und vor Schülern von seiner Geschichte erzählt.
Nach dem Krieg baute Heinrich zur Unterbringung seiner wachsenden Familie (drei Söhne und eine Tochter) das Dach aus und versah es marktseitig mit drei Schleppgauben. Er wurde später ein stadtbekannter Maler und Grafiker und war zudem als Kunsterzieher am Carolus-Magnus-Gymnasium in Marsberg tätig. Die Wohnungen im 1. und 2. Geschoss wurden vermietet. Die rechte Seite des Erdgeschosses wurde zunächst durch Friseursalons und später von einem Steuerberatungsbüro genutzt.
1983 richtete Heinrichs jüngster Sohn, der Maler und Grafiker Alfons Holtgreve im gesamten Erdgeschoss ein Atelier mit Kunstgalerie ein.